# Iman El-Bana
Iman Yusri El-Bana –en árabe, إيمان يسري البنا– es una deportista egipcia que compitió en judo. Ganó una medalla de oro en el Campeonato Africano de Judo de 1998, en la categoría de –48 kg.

## Palmarés internacional
| Campeonato Africano | Campeonato Africano | Campeonato Africano | Campeonato Africano |
| Año                 | Lugar               | Medalla             | Categoría           |
| ------------------- | ------------------- | ------------------- | ------------------- |
| 1998                | Dakar (Senegal)     | Medalla de oro      | –48 kg              |